# 森田ゆき
森田 ゆき（もりた ゆき、10月29日 - ）は、日本の漫画家。富山県砺波市出身。血液型はB型。
主に『ちゃお』（小学館）で執筆している。「カワイイこには恋をせよ!」でデビュー。

## 作品リスト
- きみといっしょ!? 〜ぼくとわたしの○×問題〜（『ちゃお』2008年10月号[3] - 2008年12月号、全1巻）
- 彼と彼女と彼女（『ちゃお』2009年6月号[4] - 2009年8月号、全1巻）
- さくらかんづめ（『ちゃお』2009年11月号[5] - 2010年4月号、全1巻）
- 沢渡さんを攻略する方法（『ちゃお』2010年12月号[6] - 2011年2月号、全1巻）
- 1/2 ホントのところのわたしのココロ（『ちゃお』2011年12月号[7] - 2012年2月号、全1巻）
- わるい恋です（全1巻）
- ひみつ×ひみつ（全1巻）
- キス（全1巻）
- 女のコのはじめかた（『ちゃお』2014年6月号[8] - 2014年8月号、全1巻）
- 初恋マイホーム（『ちゃお』2015年2月号 - 4月号、2015年6月号 - 2015年9月号[9]、全2巻）
- センセイには恋しない!?（『ちゃお』2015年12月号[10] - 2017年7月号、全5巻）
- ボーイフレンド（『ちゃお』2017年9月号[11] - 2019年9月号、全5巻）
- 片想いミステイク！（『ちゃお』2019年11月号[12] - 2023年10月号[13]、全10巻）
- こいしか！ 〜恋はしかく？〜（『ちゃお』2024年2月号[14] - 、既刊3巻）
  1. 2024年8月26日発売[15][16]、ISBN 978-4-09-872749-0
  2. 2024年12月25日発売[17]、ISBN 978-4-09-873018-6
  3. 2025年5月26日発売[18]、ISBN 978-4-09-873079-7